# Cyle Larin
Cyle Christopher Larin (ur. 17 kwietnia 1995 w Brampton) – kanadyjski piłkarz pochodzenia jamajskiego występujący na pozycji napastnika w hiszpańskim klubie RCD Mallorca oraz w reprezentacji Kanady.

## Kariera klubowa
Larin urodził się w mieście Brampton. Tam stawiał swoje pierwsze kroki piłkarskie w klubie Brampton Youth. W 2007 trafił do Sigma FC. Początkowo występował w drużynie juniorów, jednak z czasem zaczął grać w drużynie seniorów. W 2015 wyjechał do Stanów Zjednoczonych i rozpoczął przygodę w Orlando City. W MLS rozegrał 87 meczów, strzelając 43 bramki. W 2018 zdecydował się na przenosiny do Europy. Podpisał kontrakt z Beşiktaşem JK, Z klubu był wypożyczony do Zulte Waregem w sezonie 2019/20.

## Kariera reprezentacyjna
Zanim Cyle Larin zadebiutował w dorosłej kadrze, występował w drużynie U-20. W seniorskiej reprezentacji Kanady zadebiutował 23 maja 2014 r. w meczu z Bułgarią. Pierwszego gola zdobył 30 marca 2015 w starciu z Portorykiem.

## Sukcesy

### Beşiktaş
- Mistrzostwo Turcji: 2020/2021
- Puchar Turcji: 2020/2021
- Superpuchar Turcji: 2021

### Club Brugge
- Superpuchar Belgii: 2022

### Wyróżnienia
- Najlepszy napastnik Süper Lig: 2020/2021[3]

### Rekordy
- Najskuteczniejszy zawodnik w historii reprezentacji Kanady: 28 goli[4]